# 黄金时代 (1946年电影)
《黄金时代》（英語：The Best Years of Our Lives）是一部1946年的美国电影。影片由威廉·惠勒执导，弗雷德里克·马区、玛娜·洛伊、达纳·安德鲁斯、特雷莎·怀特、弗吉尼亚·梅奥以及哈罗德·拉塞尔等人主演。影片主要讲述了3位在二战后退役回乡的美国军人试图重新找回自己的生活目标的故事。制片人塞缪尔·戈尔德温首先是受到1944年8月7日《时代周刊》上的一篇描述退伍军人在适应平常人生活中的困难之处文章的启发后聘请了前战地记者MacKinlay Kantor撰写剧本。最终MacKinlay以无韵诗的形式写出了一篇题为“glory for me”的中篇小说，罗伯特·E·舍伍德将之改编成了最终的电影剧本。
在第19届学院奖角逐中，《黄金时代》共获得了最佳影片、导演、男主角、男配角、剪辑、改编剧本、原创配乐7项大奖和一项特别奖（颁发给了已经获得男配角奖的哈罗德·拉塞尔），电影艺术与科学学院的附词为“奖给通过在《黄金时代》中的表演将希望和勇气带给他的退伍军人伙伴的哈罗德·拉塞尔”—"To Harold Russell for bringing hope and courage to his fellow veterans through his appearance in The Best Years of Our Lives"），另外，影片还有一项录音奖提名。
评论界对该片的大量好评迅速给影片带来了商业上的成功，该片是继1939年的《乱世佳人》之后美国和英国最卖座的电影，并且至今仍然是英国历史上最卖座电影的第6名，售出了超过两千万张电影票。影片也是历史上观众数目最多的电影之一，门票收入超过2040万美元。

## 剧情
原本素不相識的陸航軍軍官佛瑞德、陸軍軍曹艾爾、與海軍士官荷馬三人，戰後復員時同坐一班軍機返鄉。他們本是同鄉，只是之前互不相識。近鄉情怯的三人各有遇合。最先浮現的就是，戰爭對於後方的平民與前線軍人的影響全然不同，而兩邊各自對此渾然不知，直到終於可以一起過日子。
佛瑞德老婆離家工作，聯絡不上。艾爾覺得家鄉環境乃至他自己的家都變得不像他從前認識的樣子。荷馬因傷雙臂截肢，親人們不知如何好好面對這種事，企圖給他額外的幫助，反使他滿心不自在。三人不約而同至鎮上酒吧買醉。除荷馬被有親戚關係的酒吧老闆限制住外，其餘兩人都喝到不辨東西。艾爾的家人遂將佛瑞德帶回自己家睡了一夜。英挺的軍官與可愛的軍曹之女佩姬互生好感。
佛瑞德原來所工作的藥房被連鎖百貨公司併購，他原先的助手成為賣場經理。新老闆認為他戰時的投彈工作於賣場中並無用處，給他一個低薪的最基層位置，為已成賣場經理的前助手工作。艾爾回到以前工作的銀行，因身兼退伍軍人及銀行家身份，總裁升他為高薪的副總裁，管理小額信貸。荷馬覺得大家都只注意他的手，變得脾氣爆躁，遠離人群而鬱鬱寡歡，不去想與未婚妻之前訂好的婚事。
佛瑞德一心想成為平民，其習於紙醉金迷的老婆卻一直要他扮演帥氣的軍官。由於坐吃山空，佛瑞德不得不接受成為過去助手的手下，在百貨公司賣甜品。由於收入與之前從軍時不成比例，其妻漸生怨懟。艾爾酗酒的毛病漸趨嚴重。佛瑞德與佩姬陷入愛河，佩姬安排一場四人兩對的聚會以自我制止這段愛情，卻反由佛瑞德之妻口中得知其人唯利是圖而夫妻經濟窘迫的真相。艾爾之妻察覺女兒不對勁，佩姬坦承愛上佛瑞德並打算不顧一切的介入其夫妻中，家中陷入愁雲慘霧。
艾爾找來佛瑞德談判女兒的事。二人間氣氛緊張，但佛瑞德應允通知佩姬不再聯絡。
荷馬光顧佛瑞德的甜品處，遇到一名持大美國主義觀點的顧客，認為與軸心國之間的作戰純屬無謂的錯誤。荷馬無法接受這一切的犧牲被當成無謂，兩人起了爭執，無手的荷馬落居下風。同為退伍軍人的佛瑞德拉開兩人，卻一拳打翻該名顧客，憤而自願被開除。
回程中，情場受挫的佛瑞德勸告荷馬，儘速勇敢的與未婚妻結婚，他可以當伴郎。
荷馬在未婚妻窗外站立良久，始終下不了決心。當晚，未婚妻由後門來訪，告知她看到荷馬在她窗外猶豫，而自己的父母因為荷馬的態度而要求她住到遠方親戚家以從當下局面中解脫，所以她來探詢荷馬的真意。
荷馬邀她進自己臥室，讓她看見自己卸除義肢後什麼也做不了的窘態，認為她會因此離開。未婚妻卻矢言與之共渡一生，兩人終於心意相通。
佛瑞德之妻趁老公四處尋找工作時重操舊業，並與之前的顧客來往，被意外撞破後索性提出離婚。自覺再無出路的佛瑞德赴軍機場打算搭乘第一班飛離此地的飛機遠離傷心地。在候機過程中，佛瑞德攀進報廢的軍機中回首前塵往事，被拆飛機的工頭叫下來，原來拆除回收的飛機零件將用於新屋建築中。佛瑞德趁機應徵新工作。
荷馬終於結婚，佛瑞德當伴郎。賓客雲集，連同艾爾一家在內。當牧師婚禮中為新人唸誓詞時，佛瑞德與佩姬的眼光都在對方身上。禮成之後，佛瑞德終於向佩姬傾訴心意，有情人終能重聚。

## 演员表
- 玛娜·洛伊饰Milly Stephenson
- 弗雷德里克·马区饰一等中士Al Stephenson
- 达纳·安德鲁斯饰Fred Derry上尉
- 特雷莎·怀特饰Peggy Stephenson
- 弗吉尼亚·梅奥（英语：Virginia Mayo）饰Marie Derry
- 哈罗德·拉塞尔饰二等士官Homer Parrish